# بيارل
بيارل (مسيسيبي) (بالإنجليزية: Pearl, Mississippi)‏ هي مدينة تقع في الولايات المتحدة في Rankin County. يقدر عدد سكانها بـ 25,092 نسمة ومساحتها 57 كم2 وترتفع عن سطح البحر 84.1 متر.

## التركيبة السكانية
حدّد مكتب تعداد الولايات المتحدة بيانات التركيبة السكانية لبيارل في تعداد الولايات المتحدة. في ما يلي، التركيبة السكانية حسب تعدادي 2000 و2010.

### تعداد عام 2000
بلغ عدد سكان بيارل 21,961 نسمة بحسب تعداد عام 2000، وبلغ عدد الأسر 8,608 أسرة وعدد العائلات 6,026 عائلة مقيمة في المدينة. في حين سجلت الكثافة السكانية 331.1 نسمة لكل كيلومتر مربع (857.5/ميل2). وبلغ عدد الوحدات السكنية 9,128 وحدة بمتوسط كثافة قدره 137.6 لكل كيلومتر مربع (356.4/ميل2).
وتوزع التركيب العرقي للمدينة بنسبة 81.18% من البيض و16.24% من الأمريكيين الأفارقة و0.22% من الأمريكيين الأصليين و0.79% من الأمريكيين ذوي الأصول الآسيوية و0.03% من سكان جزر المحيط الهادئ و0.78% من الأعراق الأخرى و0.75% من عرقين مختلطين أو أكثر و2.03% من الهسبانيون أو اللاتينيون من أي عرق.
بلغ عدد الأسر 8,608 أسرة كانت نسبة 38.4% منها لديها أطفال تحت سن الثامنة عشر تعيش معهم، وبلغت نسبة الأزواج القاطنين مع بعضهم البعض 50.2% من أصل المجموع الكلي للأسر، ونسبة 15.6% من الأسر كان لديها معيلات من الإناث دون وجود شريك،  بينما كانت نسبة 4.3% من الأسر لديها معيلون من الذكور دون وجود شريكة وكانت نسبة 30% من غير العائلات. تألفت نسبة 25% من أصل جميع الأسر من عدة أفراد يعيشون في نفس المنزل ونسبة 7.4% كانت تتألف من شخص يعيش بمفرده يبلغ من العمر 65 عاماً أو أكثر. وبلغ متوسط حجم الأسرة المعيشية 2.55، أما متوسط حجم العائلات فبلغ 3.05.
بلغ العمر الوسطي للسكان 33.5 عاماً. وكانت نسبة 26.4% من القاطنين تحت سن الثامنة عشر، وكانت نسبة 10.1% بين الثامنة عشر والرابعة والعشرين عاماً، ونسبة 31.7% كانت واقعةً في الفئة العمرية ما بين الخامسة والعشرين والرابعة والأربعين عاماً، ونسبة 21.3% كانت ما بين الخامسة والأربعين والرابعة والستين، ونسبة 10.3% كانت ضمن فئة الخامسة والستين عاماً فما فوق. يوجد لكل 100 أنثى 91.1 ذكر، ويوجد لكل 100 أنثى في الثامنة عشر من عمرها فما فوق 86.9 ذكر.
بلغ متوسط دخل الأسرة في المدينة 37,617 دولارًا، أما متوسط دخل العائلة فبلغ 42,013 دولارًا. وكان متوسط دخل الذكور 30,860 دولارًا مقابل 24,610 دولارًا للإناث. وسجل دخل الفرد الخاص بالمدينة 17,136 دولارًا. وكانت نسبة 9.2% من العائلات ونسبة 12.2% من السكان تحت خط الفقر، وكان من هؤلاء نسبة 18% تحت سن الثامنة عشر ونسبة 12.4% في الخامسة والستين من العمر وما فوق.

### تعداد عام 2010
بلغ عدد سكان بيارل 25,092 نسمة بحسب تعداد عام 2010، وبلغ عدد الأسر 9,792 أسرة وعدد العائلات 6,675 عائلة مقيمة في المدينة. في حين سجلت الكثافة السكانية 378.3 نسمة لكل كيلومتر مربع (979.8/ميل2). وبلغ عدد الوحدات السكنية 10,396 وحدة بمتوسط كثافة قدره 156.7 لكل كيلومتر مربع (405.9/ميل2).
وتوزع التركيب العرقي للمدينة بنسبة 69.84% من البيض و22.99% من الأمريكيين الأفارقة و0.23% من الأمريكيين الأصليين و0.86% من الأمريكيين ذوي الأصول الآسيوية و0.21% من سكان جزر المحيط الهادئ و4.16% من الأعراق الأخرى و1.71% من عرقين مختلطين أو أكثر و6.37% من الهسبانيون أو اللاتينيون من أي عرق.
بلغ عدد الأسر 9,792 أسرة كانت نسبة 37.1% منها لديها أطفال تحت سن الثامنة عشر تعيش معهم، وبلغت نسبة الأزواج القاطنين مع بعضهم البعض 43.8% من أصل المجموع الكلي للأسر، ونسبة 18.9% من الأسر كان لديها معيلات من الإناث دون وجود شريك،  بينما كانت نسبة 5.5% من الأسر لديها معيلون من الذكور دون وجود شريكة وكانت نسبة 31.8% من غير العائلات. تألفت نسبة 26.5% من أصل جميع الأسر من عدة أفراد يعيشون في نفس المنزل ونسبة 8.6% كانت تتألف من شخص يعيش بمفرده يبلغ من العمر 65 عاماً أو أكثر. وبلغ متوسط حجم الأسرة المعيشية 2.56، أما متوسط حجم العائلات فبلغ 3.07.
بلغ العمر الوسطي للسكان 33.9 عاماً. وكانت نسبة 26.4% من القاطنين تحت سن الثامنة عشر، وكانت نسبة 9.5% بين الثامنة عشر والرابعة والعشرين عاماً، ونسبة 28.6% كانت واقعةً في الفئة العمرية ما بين الخامسة والعشرين والرابعة والأربعين عاماً، ونسبة 23.7% كانت ما بين الخامسة والأربعين والرابعة والستين، ونسبة 11.9% كانت ضمن فئة الخامسة والستين عاماً فما فوق. وتوزع التركيب الجنسي للسكان بنسبة 47.5% ذكور و52.5% إناث.

## أعلام
- إريك واشنطن
- جيم برينيمان
- راي روجرز
- جاستن جنكينز